# 李国伟 (1893年)
李国伟（1893年8月19日—1978年），原名忠枢，男，江苏无锡人，中国近代实业家，荣德生之婿。

## 生平
李国伟出生于书香门第，早年在祖父指导下读书。1907年前往上海澄衷中学就读，次年考入震旦学院。1910年又考入唐山路矿学堂，1915年自土木工程系毕业。次年与荣德生长女荣慕蕴成婚。1918年荣氏兄弟创办汉口福新第五面粉厂，李国伟出任协理兼总工程师。1922年申新第四纺织厂创立后任总工程师、副经理。1931年荣月泉退休后，他出任福新五厂、申新四厂两厂经理。1937年抗战爆发，李国伟违背大股东的意愿，力主内迁后方重庆、宝鸡等地。先后在宝鸡、重庆、成都建立了十几个企业，列如他还在重庆创办庆新纱厂与庆新面粉厂。使申四福五发展为一个以李国伟为首的独立系统。申四福五是荣家在武汉建立的两个企业，申四是纱厂，福五是粉厂。先是李国伟主持的申四福五抗战内迁，事实上是从上海总公司的旧有管理体制中独立出来，使李国伟有机会按照自己的意志进行组织改造。1941年起李国伟先后创建“宝鸡铁工厂”于宝鸡，组建“公益纺织面粉机器厂有限公司”于重庆和“建成机制面粉股份有限公司”于成都，股东大部分为申四福五的资方及一部分职员。同时还在宝鸡成立申四、福五、公益、建成、宝兴五公司总管理处。1944年创建宝鸡宏文造纸厂。李国伟又以奖励内迁有功人员为名，改变分红的办法，提高职员的分红成数，并鼓励高级人员入股，以提高职员的积极性，冲淡荣家在全部股份中的比例，因遭到荣德生等老股东的强烈反对而未获成功。但李国伟在新成立的宏文造纸厂实行有限公司组织，吸收所有职员成为股东，终于取得重大突破。随后，地处沿海战区的申新一、八两厂，在一些小股东的推动下，于1944年改组为有限公司。同时，在抗战曙光已出现的情况下，荣尔仁代表荣家企业集团赴内地办理茂福申新企业注册，正式以“茂福申新面粉纺织股份有限公司”注册并在重庆挂牌。这虽只是一种名义，但也反映了客观存在的趋向。抗战结束后，又先后将五公司管理处迁往汉口、广州、香港，期间还在香港九龙创办九龙纺织厂。
中华人民共和国成立后，他旗下的企业都先后实行了公私合营。1954年，他当选第一届全国人大代表。9月，他出席第一届全国人大第一次会议讨论宪法草案，期间并发言。他还历任湖北省人民政府委员、湖北省政协副主席、全国人大代表、全国政协常委等职。1978年10月1日在北京逝世。